# Ctenotus rutilans
Espèce
Ctenotus rutilans est une espèce de sauriens de la famille des Scincidae.

## Répartition
Cette espèce est endémique d'Australie-Occidentale en Australie.

## Publication originale
- Storr, 1980 : A new Lerista and two new Ctenotus (Lacertilia: Scincidae) from Western Australia. Records of the Western Australian Museum, vol. 8, no 3, p. 441-447 (texte intégral).